# 上蒙托罗
上蒙托罗（義大利語：Montoro Superiore），是意大利阿韦利诺省已合并的市镇。总面积20平方公里，人口8751人，人口密度437.6人/平方公里（2009年）。ISTAT代码为064062。
经过公投后，2013年12月3日上蒙托罗和下蒙托罗合并为新的蒙托罗市镇。